# 독자규격

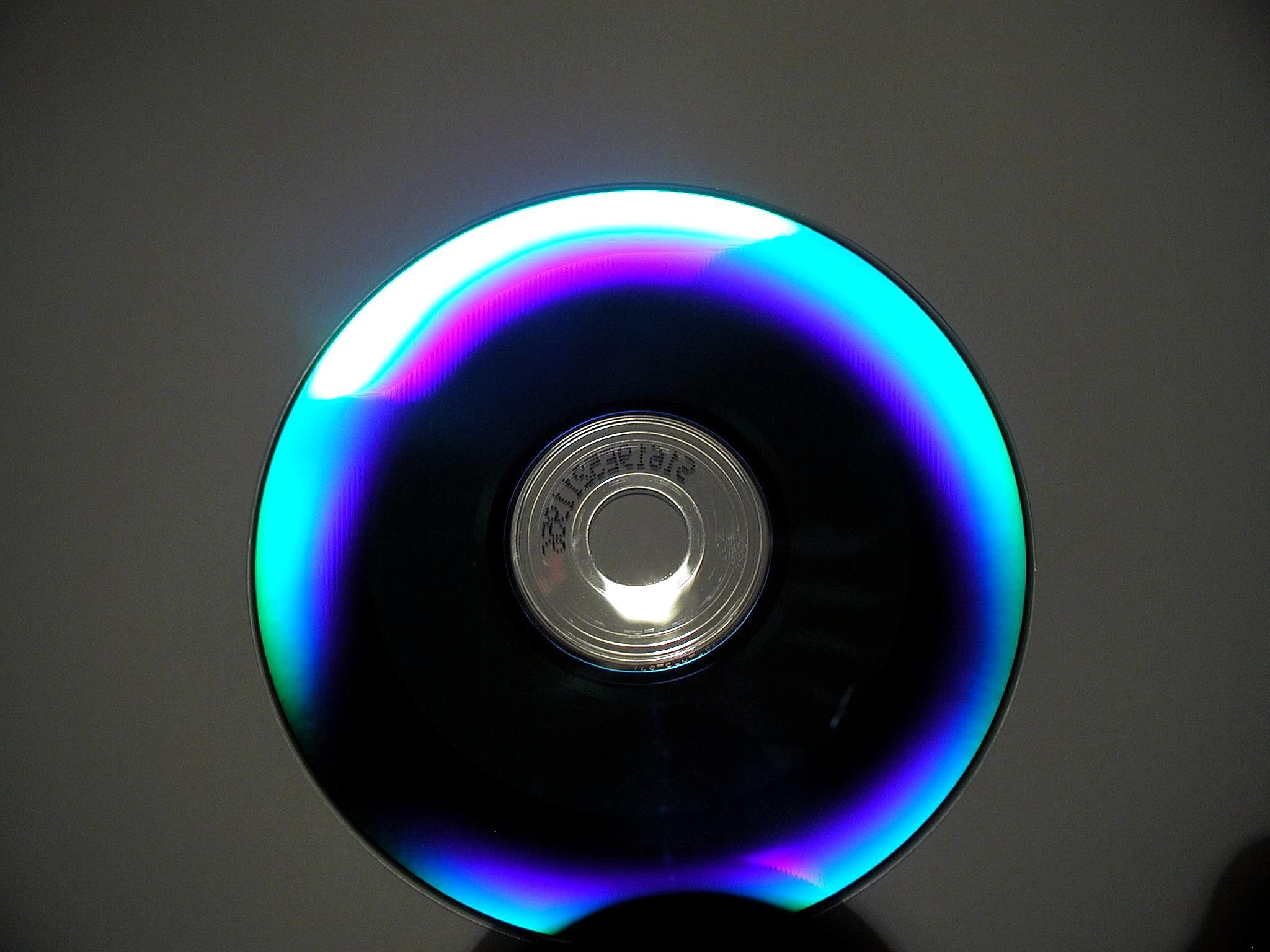
독자규격의 대표적인 성공 사례인 Blue-ray 규격(BD)

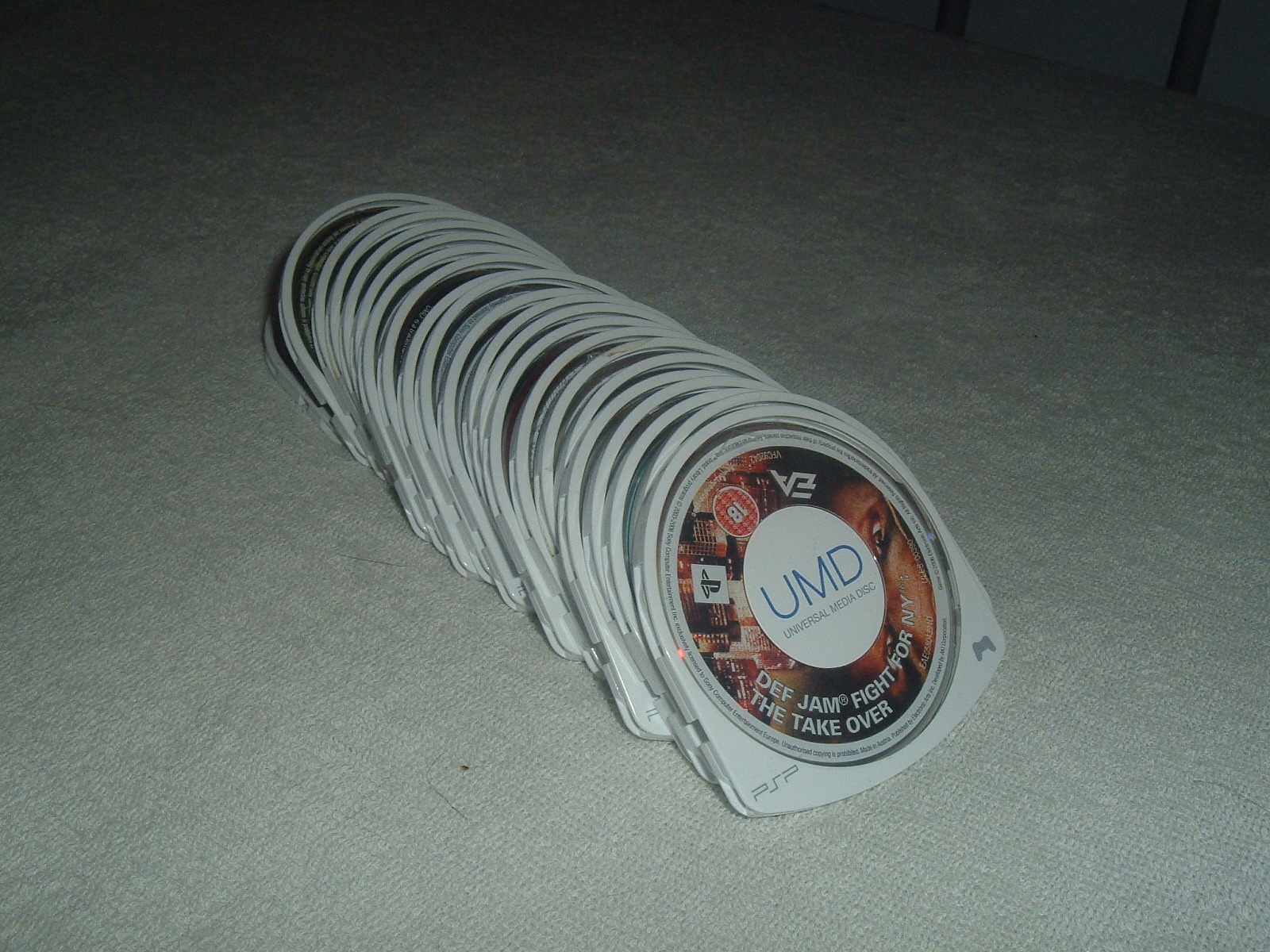
독자규격의 대표적인 실패 사례인 UMD 규격

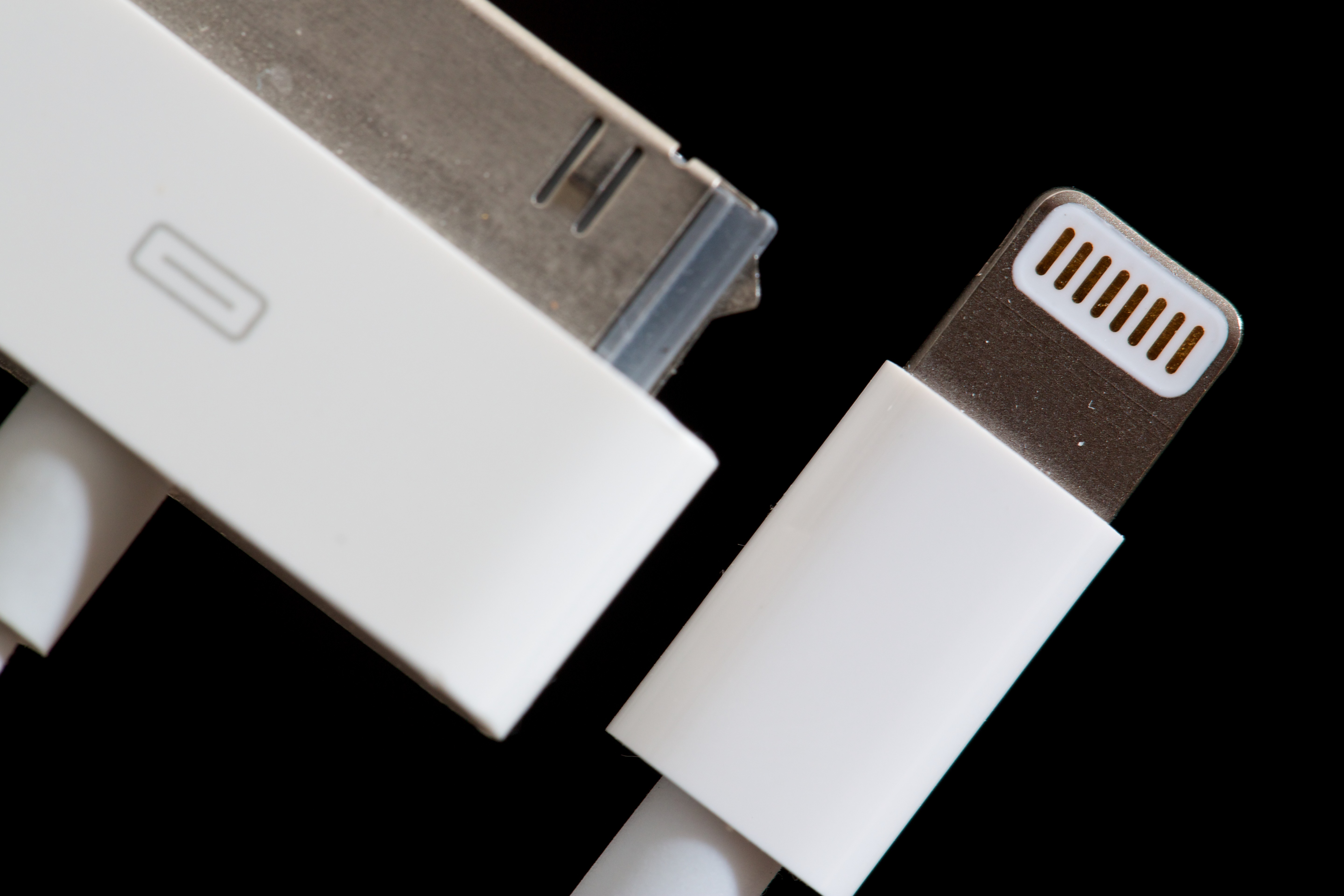
한개 회사만 채용해도 제품의 판매량과 점유율이 독점적이거나 압도적으로 높으면 충분히 독자 규격도 대중화시킬 수 있다는걸 증명한 애플사의 독자규격들 라이트닝 (단자)과 5핀

독자규격은 회사나 개인, 혹은 특정 단체가 독자 혹은 소수의 복수 매체로만 사용하는 규격들을 일컫는 말이다. 전자제품의 경우, 소니의 UMD, MD, 메모리 스틱등과 애플사의 썬더볼트가 있다.

## 개요

### 반대개념
반대개념으로는 표준규격이 있다. 표준규격은 전자제품을 예로 들면, 대부분의 구글 안드로이드 운영체제 기반의 스마트폰, 태블릿 PC 제조사들이 USB-C와 호환되는 기종을 출시하는데, 여기에 쓰이는 USB-C나 USB가 대표적인 표준규격의 예시다. 이것은 호환되는 하나의 표준을 제조사들 혹은 그들을 이익을 대변하는 단체의 약속에 의해 만들어진다. 

### 장점
- 독자규격을 채택한 회사로선 자기들 입장에선 자기가 허가한 회사만 관련 상품을 판매할 수 있으니 불법 단속이 비교적 쉽다.
- 새로운 규격을 시도하는데에 협의할 의논 대상 혹은 회사가 적고, 시장과 소비층도 한정적여서 신기술을 빠르게 도입할 수가 있다.
- 신기술을 빠르게 도입할 수 있음으로서 질 좋은 최신 기술을 빠르게 적용할 수 있다.
- 회사의 입장에서는 개발의 자유도가 높으며 회사의 요구를 빠르게 투영하거나, 이익을 극대화시킬 수 있다.

### 단점
- 표준규격의 전자제품을 이미 소비하는 소비자로서는 독자규격을 채용한 A회사의 제품을 사기위해 A회사하고만 호환되는 A규격 주변기기까지 추가로 구매하는 과잉 비용 부담이 발생
- 표준규격을 제품에 채용한 경쟁사들이 대여섯개가 넘어가버리면 소비자들은 선택의 폭이 비교적으로 좁은 독자규격 채용한 회사의 제품을 외면해버린다.
- 표준규격의 제품들은 규모의 논리에 따라 가격이 비교적 낮아서 가격경쟁력을 갖춘 반면, 독자규격은 높은 단가 때문에 소비자들의 외면을 받는다.

## 독자규격 사례
- 메모리 스틱 - 소니 전자제품에 많이 호환되던 저장 매체다.
- UMD - 소비자들이 약한 내구도를 호소, 호환되는 기기가 PSP밖에 없으며 초기 PSP는 UMD를 뱉어내는 불량품 사례도 있었다.
- 썬더볼트 - USB보다 최신 기술을 비교적 이른 시기에 적용하여 속도가 빠른 장점을 내세웠지만, PC 사용자들에게 외면받고 macOS 호환 기종들만의 리그였다.
- CD-ROM - 소니사와 필립스사의 합작이다. 상업적으로 성공한 독자규격 사례다.
- 블루레이 디스크 - 소니의 독자규격이다. 상업적으로 성공한 독자규격 사례다.
- 라이트닝 케이블 - 애플의 독자규격이다. 애플사의 제품들만 채용했지만, 판매량이 워낙 높아서 상업적으로 성공한 독자규격 사례다.

## 같이 보기
- 블루레이 디스크
- 블루레이 협회
- 소니
- 애플